# 第23回ゴールデングローブ賞
第23回ゴールデングローブ賞（だい23かいゴールデングローブしょう）は、1965年の映画とテレビを対象としており、1966年2月28日に行われた。

## 受賞者・ノミネート

### 映画

#### 作品賞（ドラマ部門）
『ドクトル・ジバゴ』
- 『コレクター』
- 『飛べ!フェニックス』
- 『いつか見た青い空』
- 『愚か者の船』

#### 作品賞（ミュージカル・コメディ部門）
『サウンド・オブ・ミュージック』
- 『キャット・バルー』
- 『グレートレース』
- 『素晴らしきヒコーキ野郎』
- en:A Thousand Clowns

#### 主演男優賞 (ドラマ部門)
オマル・シャリーフ - 『ドクトル・ジバゴ』
- レックス・ハリソン - 『華麗なる激情』
- シドニー・ポワチエ - 『いつか見た青い空』
- ロッド・スタイガー - 『質屋』
- オスカー・ウェルナー  - 『愚か者の船』

#### 主演女優賞 (ドラマ部門)
サマンサ・エッガー - 『コレクター』
- ジュリー・クリスティ - 『ダーリング』
- エリザベス・ハートマン - 『いつか見た青い空』
- シモーヌ・シニョレ - 『愚か者の船』
- マギー・スミス - 『オセロ』

#### 主演男優賞 (ミュージカル・コメディ部門)
リー・マーヴィン - 『キャット・バルー』
- ジャック・レモン - 『グレートレース』
- ジェリー・ルイス - Boeing Boeing
- ジェイソン・ロバーズ - en:A Thousand Clowns
- アルベルト・ソルディ - 『素晴らしきヒコーキ野郎』

#### 主演女優賞 (ミュージカル・コメディ部門)
ジュリー・アンドリュース – 『サウンド・オブ・ミュージック』
- ジェーン・フォンダ – 『キャット・バルー』
- バーバラ・ハリス（英語版） – en:A Thousand Clowns
- リタ・トゥシンハム – 『ナック』
- ナタリー・ウッド – 『サンセット物語』

#### 助演男優賞
オスカー・ウェルナー - 『寒い国から帰ったスパイ』
- レッド・バトンズ - Harlow
- フランク・フィンレー - 『オセロ』
- ハーディ・クリューガー - 『飛べ!フェニックス』
- テリー・サバラス - 『バルジ大作戦』

#### 助演女優賞
ルース・ゴードン - 『サンセット物語』
- ジョーン・ブロンデル - 『シンシナティ・キッド』
- ジョイス・レッドマン - 『オセロ』
- セルマ・リッター - Boeing Boeing
- ペギー・ウッド（英語版） - 『サウンド・オブ・ミュージック』

#### 監督賞
デヴィッド・リーン - 『ドクトル・ジバゴ』
- ガイ・グリーン（英語版） - 『いつか見た青い空』
- ジョン・シュレシンジャー - 『ダーリング』
- ロバート・ワイズ - 『サウンド・オブ・ミュージック』
- ウィリアム・ワイラー - 『コレクター』

#### 脚本賞
『ドクトル・ジバゴ』 − ロバート・ボルト
- 『華麗なる激情』 − フィリップ・ダン
- 『コレクター』 − en:John Kohn, en:Stanley Mann
- 『いつか見た青い空』 − ガイ・グリーン
- 『いのちの紐』 − スターリング・シリファント

#### 外国語映画賞(英語映画)
『ダーリング』
- 『ナック』
- en:The Leather Boys
- en:Ninety Degrees in the Shade
- 『オセロ』

#### 外国語映画賞(外国語映画)
『魂のジュリエッタ』, イタリア
- Always Further On (Tarahumara, cada vez más lejos), メキシコ
- 『輪舞』, フランス
- 『赤ひげ』, 日本
- 『シェルブールの雨傘』, フランス

#### 作曲賞
"Doctor Zhivago" - モーリス・ジャール
- 『バルジ大作戦』 - ベンジャミン・フランケル
- 『グレートレース』 - ヘンリー・マンシーニ
- 『いそしぎ』 - ジョニー・マンデル
- 『黄色いロールス・ロイス』 -リズ・オルトラーニ

#### 主題歌賞
"en:Forget Domani" - 『黄色いロールス・ロイス』
- "Ballad of Cat Ballou" - 『キャット・バルー』
- 「シャドウ・オブ・ユア・スマイル」 - 『いそしぎ』
- "en:The Sweetheart Tree" - 『グレートレース』
- "That Funny Feeling" - en:That Funny Feeling

### テレビ

#### 作品賞 (ドラマ部門)
『0011ナポレオン・ソロ』
- en:Frank Sinatra: A Man and His Music
- 『それ行けスマート』
- 『アイ・スパイ』
- en:My Name is Barbra

#### 男優賞
デビッド・ジャンセン - 『逃亡者』
- ドン・アダムス - 『それ行けスマート』
- ベン・ギャザラ - Run for Your Life
- デヴィッド・マッカラム - 『0011ナポレオン・ソロ』
- ロバート・ヴォーン - 『0011ナポレオン・ソロ』

#### 女優賞
アン・フランシス - Honey West
- パティ・デューク - en:The Patty Duke Show
- ミア・ファロー - 『ペイトンプレイス物語』
- ドロシー・マローン - 『ペイトンプレイス物語』
- バーバラ・スタンウィック - 『バークレー牧場』